# 48 de ore (album)
48 de ore este al patrulea album solo al lui Cream, lansat la data de 01 decembrie 2006, la casa de discuri Roton.

## Ordinea pieselor
Tracklist
| Nr.             | Titlu                                             | Autor(i)                          | Text                      | Lungime |  |
| 1.              | „Intro”                                           | Mihai Coporan                     |                           | 1:40    |  |
| 2.              | „Cântecul inimii”                                 | Marius Moga                       | Marius Moga               | 3:39    |  |
| 3.              | „Dimineața”                                       | Marius Moga                       | Marius Moga               | 3:39    |  |
| 4.              | „M-am îndragostit”                                | Marius Moga                       | Marius Moga               | 3:21    |  |
| 5.              | „Așa cum îl visam”                                | Marius Moga, Oxi și Smiley        | Marius Moga               | 3:33    |  |
| 6.              | „Știu ce îți place” (Feat. Marius Moga și Matteo) | Marius Moga și Smiley             | Marius Moga               | 3:42    |  |
| 7.              | „Interludiu”                                      | Mihai Coporan                     |                           | 1:42    |  |
| 8.              | „Lângă tine” (Feat. Randi)                        | Don Baxter, Marius Moga și Smiley | Don Baxter și Marius Moga | 3:58    |  |
| 9.              | „Alege”                                           | Marius Moga și Oxi                | Marius Moga               | 3:28    |  |
| 10.             | „Prietene false”                                  | Marius Moga și Smiley             | Marius Moga               | 3:39    |  |
| 11.             | „Cântecul inimii (DJ Rhadoo rmx)”                 | Marius Moga                       | Marius Moga               | 10:09   |  |
| Lungime totală: | Lungime totală:                                   | Lungime totală:                   | Lungime totală:           | 42:30   |  |